# Kubok Ukraïny 2023-2024
La Kubok Ukraïny 2023-2024 (in ucraino Кубок України?), conosciuta anche come vbet Кубок України per ragioni di sponsorizzazione, è stata la 32ª edizione della Coppa d'Ucraina, iniziata il 29 luglio 2023 e terminata il 15 maggio 2024.
L'edizione 2022-2023 non è stata disputata a causa dell'Invasione russa dell'Ucraina del 2022.

## Calendario
| Fase              | Turno            | Sorteggio       | Data              |
| ----------------- | ---------------- | --------------- | ----------------- |
| Turni preliminari | Primo turno      | 21 luglio 2023  | 29 luglio 2023    |
| Turni preliminari | Secondo turno    | 21 luglio 2023  | 2 agosto 2023     |
| Turni preliminari | Terzo turno      | 4 agosto 2023   | 15 agosto 2023    |
| Turni preliminari | Quarto turno     | 17 agosto 2023  | 23 agosto 2023    |
| Fase finale       | Ottavi di finale | 31 agosto 2023  | 27 settembre 2023 |
| Fase finale       | Quarti di finale | 13 ottobre 2023 | 1º novembre 2023  |
| Fase finale       | Semifinali       | 3 aprile 2024   | 3 aprile 2024     |
| Fase finale       | Finale           | 15 maggio 2024  | 15 maggio 2024    |

## Squadre partecipanti
La competizione si svolge su sette turni ad eliminazione a gara secca. Sono 51 le squadre qualificate al torneo:
| Prem"jer-liha 16 squadre della Prem"jer-liha 2023-2024 | Perša Liha 20 squadre della Perša Liha 2023-2024 | Druha Liha 11 squadre della Druha Liha 2023-2024 | Squadre del Campionato Amatoriale Ucraino 2023-2024. |
| - Čornomorec' - Dnipro-1 - Dinamo Kiev - Kolos Kovalivka - Kryvbas Kryvyj Rih - LNZ Čerkasy - Metalist 1925 - Mynaj - Obolon' - Oleksandrija - Polіssja Žytomyr - Ruch L'viv - Šachtar - Veres Rivne - Vorskla - Zorja | - Ahrobiznes Voločys'k - Bukovyna Černivci - Černihiv - Chust - Dinaz Vyšhorod - Epicentr - FSC Mariupol' - Hirnyk-Sport - Inhulec' - Karpaty L'viv - Kremin' Kremenčuk - Livyj Bereh - Metalist - Metalurh Zaporižžja - Nyva Buzova - Nyva Ternopil' - Podillja - Prykarpattja - SC Poltava - Viktorija Sumy | - Čajka Petropav. Borščahiv. - Družba Myrivka - Kudrivka - Lokomotyv Kiev - Nyva Vinnycja - Real Farma Odessa - Skala 1911 Stryj - Trostjanec' - UCSA - Vast Mykolaïv - Zvjahel' | - Fazenda - Mykolaïv - Olimpija Savynci - Šturm      |

## Partite

### Turni preliminari

#### Primo turno
Il primo turno prevede la disputa di 3 gare riservate alle seguenti squadre:
- 2 società della Druha Liha 2023-2024
- 4 società del Campionato Amatoriale Ucraino 2023-2024

| Squadra 1        | Risultato       | Squadra 2 |
| ---------------- | --------------- | --------- |
| 29 luglio 2023   |                 |           |
| Mykolaïv         | 6 – 1           | Fazenda   |
| Olimpija Savynci | 0 – 1           | Kudrivka  |
| Šturm            | 1 – 1 (4-5 dtr) | UCSA      |

#### Secondo turno
Al secondo turno preliminare prendono parte le seguenti formazioni:
- Vincenti del primo turno
- 20 società della Perša Liha 2023-2024
- 9 società della Druha Liha 2023-2024

| Squadra 1        | Risultato       | Squadra 2                  |
| ---------------- | --------------- | -------------------------- |
| 2 agosto 2023    |                 |                            |
| Prykarpattja     | 2 – 1           | Karpaty L'viv              |
| Metalist         | 1 – 2           | Epicentr                   |
| Skala 1911 Stryj | 5 – 2           | Chust                      |
| Podillja         | 0 – 0 (2-3 dtr) | Nyva Ternopil'             |
| Nyva Vinnycja    | 0 – 1 (dts)     | Ahrobiznes Voločys'k       |
| Mykolaïv         | 1 – 0           | Bukovyna Černivci          |
| Hirnyk-Sport     | 1 – 0 (dts)     | SC Poltava                 |
| Inhulec'         | 4 – 3           | Metalurh Zaporižžja        |
| Kudrivka         | 3 – 0           | Kremin' Kremenčuk          |
| Zvjahel'         | 5 – 0           | Čajka Petropav. Borščahiv. |
| UCSA             | 1 – 1 (4-3 dtr) | Nyva Buzova                |
| Černihiv         | 1 – 2           | Livyj Bereh                |
| Trostjanec'      | 3 – 0 (tav.)    | Real Farma Odessa          |
| Vast Mykolaïv    | 2 – 5           | FSC Mariupol'              |
| Družba Myrivka   | 1 – 2           | Viktorija Sumy             |
| 3 agosto 2023    |                 |                            |
| Lokomotyv Kiev   | 1 – 0           | Dinaz Vyšhorod             |

#### Terzo turno
Al terzo turno preliminare prendono parte le seguenti formazioni:
- Vincenti del secondo turno

| Squadra 1        | Risultato       | Squadra 2            |
| ---------------- | --------------- | -------------------- |
| 15 agosto 2023   |                 |                      |
| Mykolaïv         | 1 – 3 (dts)     | Ahrobiznes Voločys'k |
| Prykarpattja     | 1 – 2           | Epicentr             |
| Zvjahel'         | 4 – 0           | UCSA                 |
| Lokomotyv Kiev   | 0 – 2           | Livyj Bereh          |
| Kudrivka         | 2 – 2 (6-7 dtr) | FSC Mariupol'        |
| Inhulec'         | 0 – 1           | Viktorija Sumy       |
| Trostjanec'      | 1 – 2           | Hirnyk-Sport         |
| 16 agosto 2023   |                 |                      |
| Skala 1911 Stryj | 2 – 1 (dts)     | Nyva Ternopil'       |

#### Quarto turno
Al terzo turno preliminare prendono parte le seguenti formazioni:
- Vincenti del terzo turno
- Otto formazioni della Prem"jer-liha 2023-2024[7]

| Squadra 1            | Risultato       | Squadra 2        |
| -------------------- | --------------- | ---------------- |
| 23 agosto 2023       |                 |                  |
| Skala 1911 Stryj     | 0 – 2           | Ruch L'viv       |
| Ahrobiznes Voločys'k | 0 – 2           | Polіssja Žytomyr |
| Epicentr             | 1 – 3           | Veres Rivne      |
| FSC Mariupol'        | 2 – 2 (5-4 dtr) | Kolos Kovalivka  |
| Zvjahel'             | 0 – 1           | Obolon'          |
| Livyj Bereh          | 1 – 2 (dts)     | Čornomorec'      |
| Hirnyk-Sport         | 1 – 3           | Metalist 1925    |
| Viktorija Sumy       | 1 – 0           | LNZ Čerkasy      |

### Fase finale

#### Ottavi di finale
Agli ottavi di finale prendono parte le seguenti formazioni:
- Vincenti del quarto turno preliminare
- Otto formazioni della Prem"jer-liha 2023-2024[8]

| Squadra 1         | Risultato       | Squadra 2          |
| ----------------- | --------------- | ------------------ |
| 26 settembre 2023 |                 |                    |
| Ruch L'viv        | 0 – 1           | Oleksandrija       |
| Veres Rivne       | 0 – 3           | Šachtar            |
| 27 settembre 2023 |                 |                    |
| Metalist 1925     | 0 – 3           | Vorskla            |
| Čornomorec'       | 2 – 1           | Kryvbas Kryvyj Rih |
| Polіssja Žytomyr  | 1 – 1 (5-4 dtr) | Dnipro-1           |
| Viktorija Sumy    | 1 – 0           | Mynaj              |
| Obolon'           | 1 – 0           | Dinamo Kiev        |
| 12 ottobre 2023   |                 |                    |
| FSC Mariupol'     | 0 – 1           | Zorja              |

#### Quarti di finale
| Squadra 1        | Risultato       | Squadra 2    |
| ---------------- | --------------- | ------------ |
| 30 ottobre 2023  |                 |              |
| Viktorija Sumy   | 0 – 3           | Šachtar      |
| 1º novembre 2023 |                 |              |
| Čornomorec'      | 4 – 1           | Zorja        |
| 2 novembre 2023  |                 |              |
| Polіssja Žytomyr | 0 – 0 (4-3 dtr) | Oleksandrija |
| Obolon'          | 0 – 3           | Vorskla      |

#### Semifinali
| Squadra 1        | Risultato | Squadra 2   |
| ---------------- | --------- | ----------- |
| 3 aprile 2024    |           |             |
| Šachtar          | 4 – 1     | Čornomorec' |
| 4 aprile 2024    |           |             |
| Polіssja Žytomyr | 0 – 1     | Vorskla     |

#### Finale
| Arbitro: | Romanov (Dnipro) |

|               |           |                        |
| Kovtaljuk 85’ | Marcatori | 40’ Sikan 55’ Konoplja |

## Classifica marcatori
| Gol | Rigori |  | Giocatore             | Squadra       |
| --- | ------ |  | --------------------- | ------------- |
| 4   |        |  | Dmytro Kulyk          | Kudrivka      |
| 4   |        |  | Andrij Štohrin        | Čornomorec'   |
| 3   |        |  | Oleksandr Batal's'kyj | FSC Mariupol' |
| 3   |        |  | Jaroslav Kvasov       | Inhulec'      |
| 3   | 1      |  | Artur Vaščyšyn        | Zvjahel'      |